# Smackover (Arkansas)
Smackover – miasto w Stanach Zjednoczonych, w stanie Arkansas, w hrabstwie Union.